# تيسير النعيمي
تيسير منيزل النهار النعيمي (1955-) سياسي أردني مواليد مدينة إربد، شغل سابقا منصب وزير التربية والتعليم في الأردن في عدة حكومات.

## المؤهلات العلمية
- دكتوراة الفلسفة في علم النفس التربوي –جامعة بتسبرغ /أمريكا عام 1986 م.
- ماجستير التربية (التوجيه والإرشاد النفسي) –جامعة اليرموك عام 1981 م.
- بكالوريوس آداب –الجامعة الأردنية عام 1977 م.

## مناصب
من أهم المناصب التي شغلها:
- 1977-1983 معلم في المرحلة الثانوية بمدينة اربد
- 1981-1983 محاضر غير متفرغ –جامعة اليرموك
- 1984-1986 مساعد بحث وتدريس – قسم علم النفس التربوي – جامعة بتسبرغ ولاية بنسلفانيا – أمريكا
- 1986-1992 أستاذ مساعد / كلية العلوم التربوية – جامعة مؤتة
- 1992-1998 أستاذ مشارك /قسم علم النفس –جامعة مؤتة
- 1996-1997 أستاذ مشارك /قسم علم النفس – جامعة الإمارات العربية المتحدة
- 1997-2004 نائب رئيس المركز الوطني لتنمية الموارد البشرية واستاذ مشارك في جامعة البلقاء التطبيقية
- 2002-2004 خبير تربوي في وحدة التنسيق التنموي، وزارة التربية والتعليم
- 2001 أستاذ في جامعة البلقاء التطبيقية / نائب رئيس المركز الوطني لتنمية الموارد البشرية
- 2004-2007 امين عام وزارة التربية والتعليم للشؤون التعليمية والفنية ووزيرا للتربيه والتعليم
- 2009-2007 وزير التربية والتعليم الأردني
- 2010 - 2012 وزير التربية والتعليم الأردني
- عضو مجلس الأعيان الرابع والعشرون الأردني[4]
- كبير مستشاري العديد من المؤسسات الدولية في مجال تطوير التعليم مثل UNESCO، UNICEF, UNDP, World Bank
- 2019 - 2021 وزير التربية والتعليم الأردني.[5]
- 2022 عضو مجلس أمناء الجامعة الأردنية.[6]

## الأبحاث والكتب المنشورة
خلال مسيرته المهنية شارك في تاليف عدة كتب ونشر أكثر من 60 بحثًا في مجلات أكاديمية:
- النموذج الناشئ للتعليم والتعلم في مدارس الاكتشاف[7]
- تقرير تجميعي إقليمي حول أنشطة مراقبة التحصيل التعليمي (MLA) في الدول العربية[8]
- كاتب مشارك، تكنولوجيا المعلومات والاتصالات في سياسات التعليم: الأردن (كتاب اليونسكو UNESCO لسياسة تكنولوجيا المعلومات والاتصالات) [8]
- كاتب مشارك، تحويل التعليم: قدرة سياسات تكنولوجيا المعلومات والاتصالات[9]
- كاتب مشارك، اليونيسكو (UNESCO): المراجعة الإقليمية للتعليم للجميع لعام 2015 [10]

## العضويات
- عضو في جمعية البحوث التربوية الأمريكية (AERA)[11]
- عضو في الرابطة الدولية لعلم النفس الثقافي (IACCP) [11]
- عضو في المعهد التعليم الدولي (IIE)
- عضو في الرابطة الأوروبية للتعليم الدولي (EAIE)
- عضو في الجمعية الأردنية لعلم النفس.